# Samariscus desoutterae
Samariscus desoutterae är en fiskart som beskrevs av Quéro, Hensley och Maugé, 1989. Samariscus desoutterae ingår i släktet Samariscus och familjen Samaridae. Inga underarter finns listade i Catalogue of Life.